# Parlamentní volby v Albánii 1992
Parlamentní volby se konaly v březnu roku 1992. Vyhrála Demokratická strana Albánie, která získala přes polovinu křesel. Krátce po volbách se stal prezidentem Sali Beriša a premiérem se stal Aleksandër Meksi. Volební účast přesáhla 91%.
Sice z PPSH vznikla středolevicová Socialistická strana Albánie, ale při těchto volbách kandidovala i Sociálně demokratická strana Albánie, v které se nacházelo méně bývalých komunistů. Strana jednoty pro lidská práva je středová politická strana, která vycházela z ideologií předchozí Demokratické unie řecké menšiny, která v minulých volbách obsadila 5 mandátů. Do parlamentu se dostala i pravicová Republikánská strana Albánie. Demokratická strana Albánie dosáhla přes 50% volebních hlasů a získala tak velkou podporu vlády.

## Volební výsledky
| Strana                               | Počet hlasů | %       | Mandáty | +/-   |
| ------------------------------------ | ----------- | ------- | ------- | ----- |
| Demokratická strana Albánie          | 1 046 193   | 57,3 %  | 92      | + 17  |
| Socialistická strana Albánie         | 433 602     | 23,7 %  | 38      | + 38  |
| Sociálně demokratická strana Albánie | 73 820      | 4,0 %   | 7       | + 7   |
| Republikánská strana Albánie         | 52 477      | 2,9 %   | 1       | + 1   |
| Strana jednoty pro lidská práva      | 48 923      | 2,7 %   | 2       | + 2   |
| Ostatní                              | 171 127     | 9,4 %   | 0       | - 175 |
| celkem                               | 1 826 142   | 100,0 % | 140     | - 110 |